# Afraltha chionostola
Afraltha chionostola är en fjärilsart som beskrevs av George Francis Hampson 1910. Afraltha chionostola ingår i släktet Afraltha och familjen snigelspinnare. Inga underarter finns listade i Catalogue of Life.